# ГЕС Шінго
ГЕС Шінго (Xingo) – гідроелектростанція на сході Бразилії, на кордоні штатів Сержипі та Алагоас. Знаходячись після ГЕС Пауло Афонсо І-ІІІ та ГЕС Пауло Афонсо IV, становить нижній (та найпотужніший) ступінь каскаду на четвертій за довжиною у Південній Америці річці Сан-Франсиску, яка тече на північний схід паралельно узбережжю перед тим як завернути та прорватись через гірський хребет до Атлантичного океану (саме на цій останній ділянці і знаходиться станція Шінго). 

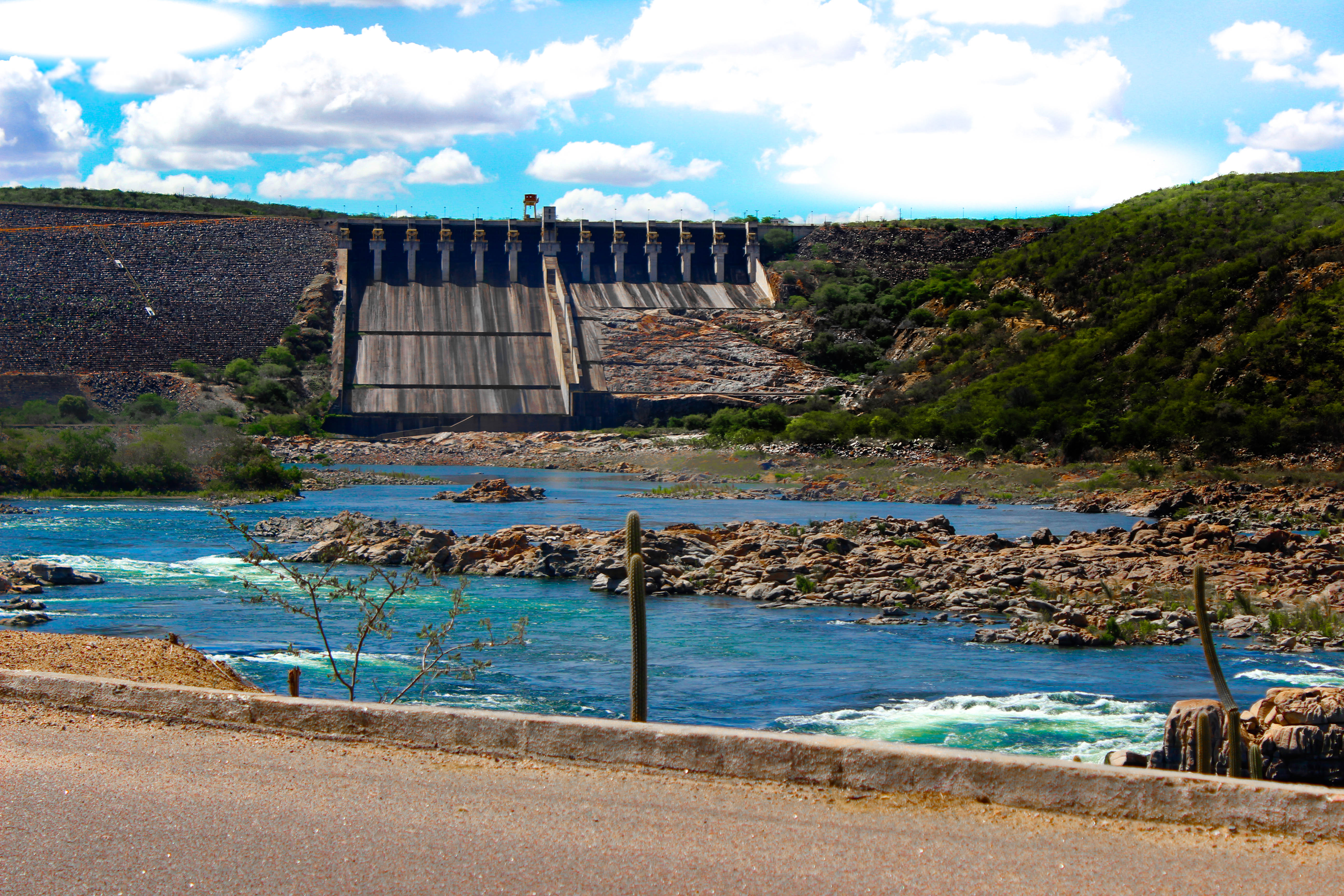
Вид на водоскиди ГЕС з нижнього б'єфу

В межах проекту річку в ущелині перекрили кам’яно-накидною греблею з бетонним облицюванням висотою 140 метрів та довжину 3623 метри. Вона утримує витягнуте на 60 км по долині Сан-Франсиску водосховище з площею поверхні 60 км2 та об’ємом 3,8 млрд м3 (корисний об’єм всього 41 млн м3) з нормальним коливанням рівня між позначками 137,2 та 138 метра НРМ (максимальний рівень 139 метрів НРМ). Тут доречно відзначити, що основне накопичення ресурсу для регулювання роботи каскаду в річному режимі здійснюється розташованими вище ГЕС Трес-Мар'яс та Собрадіньо. 
Пригреблевий машинний зал обладнано шістьма турбінами типу Френсіс потужністю по 527 МВт, що працюють при напорі від 117,7 до 122,2 метра (номінальний напір 120 метрів).
Видача продукції відбувається по ЛЕП, розрахованій на роботу під напругою 500 кВ.
Окрім виробництва електроенергії комплекс також виконує функцію іригації та водопостачання.